# Heliophila africana
Heliophila africana är en korsblommig växtart som först beskrevs av Carl von Linné, och fick sitt nu gällande namn av Wessel Marais. Heliophila africana ingår i släktet solvänner, och familjen korsblommiga växter. Inga underarter finns listade i Catalogue of Life.

## Bildgalleri

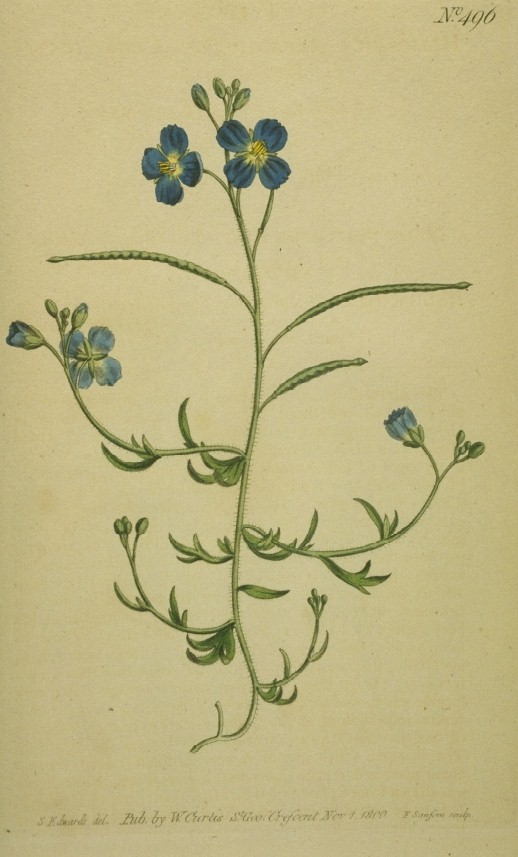